# Drouville
Ne doit pas être confondu avec Brouville.
Drouville est une commune française située dans le département de Meurthe-et-Moselle, en région Grand Est.

## Géographie
Le territoire de la commune est limitrophe de six communes.
|               | Courbesseaux | Serres |
| Gellenoncourt | Drouville    |        |
| Haraucourt    | Crévic       | Maixe  |

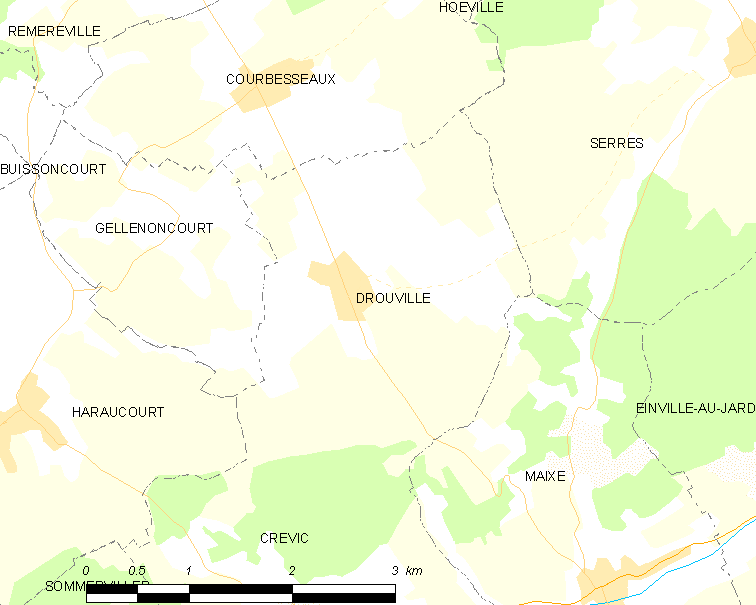
Carte de la commune.
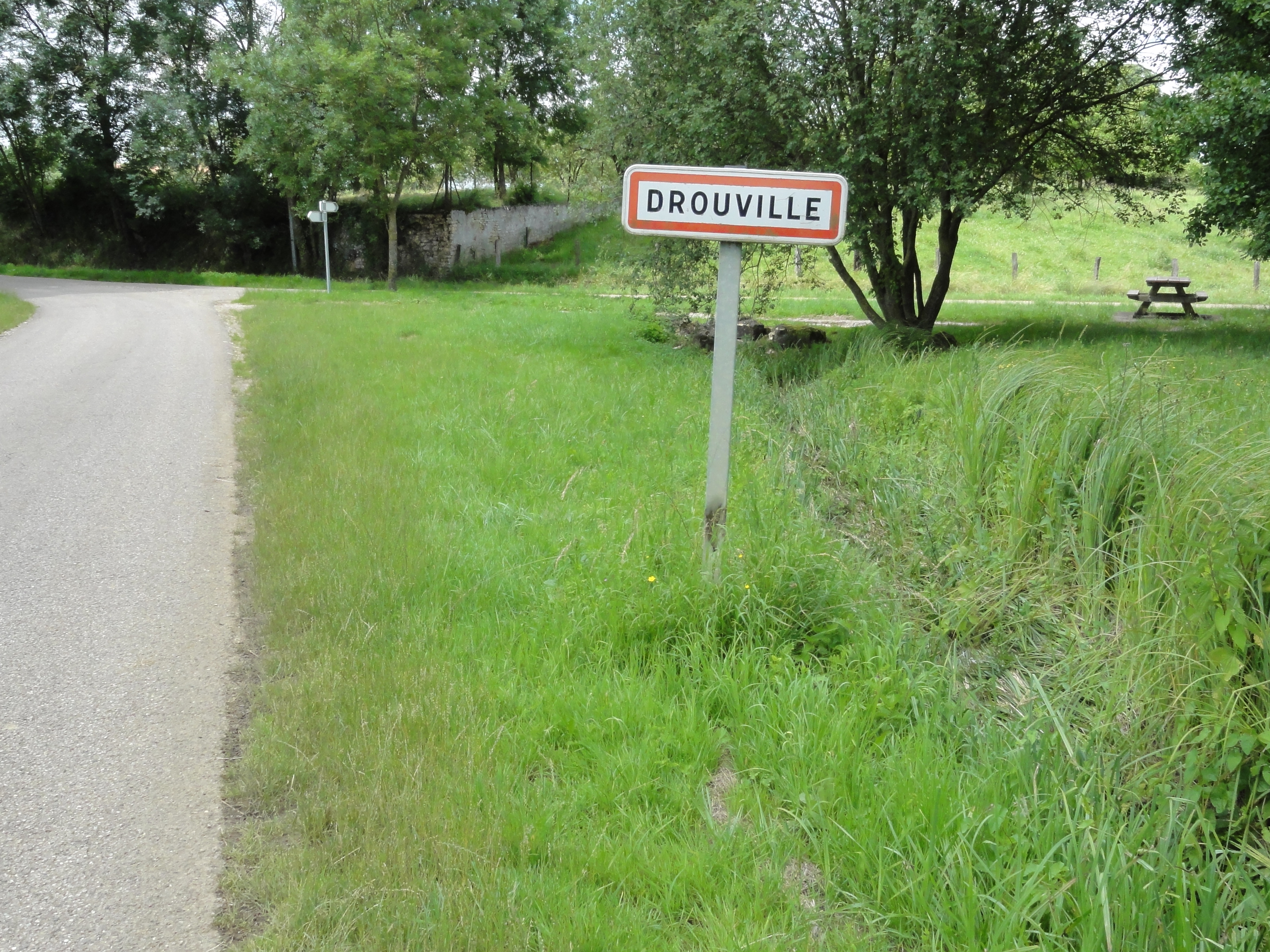
Entrée de Drouville.
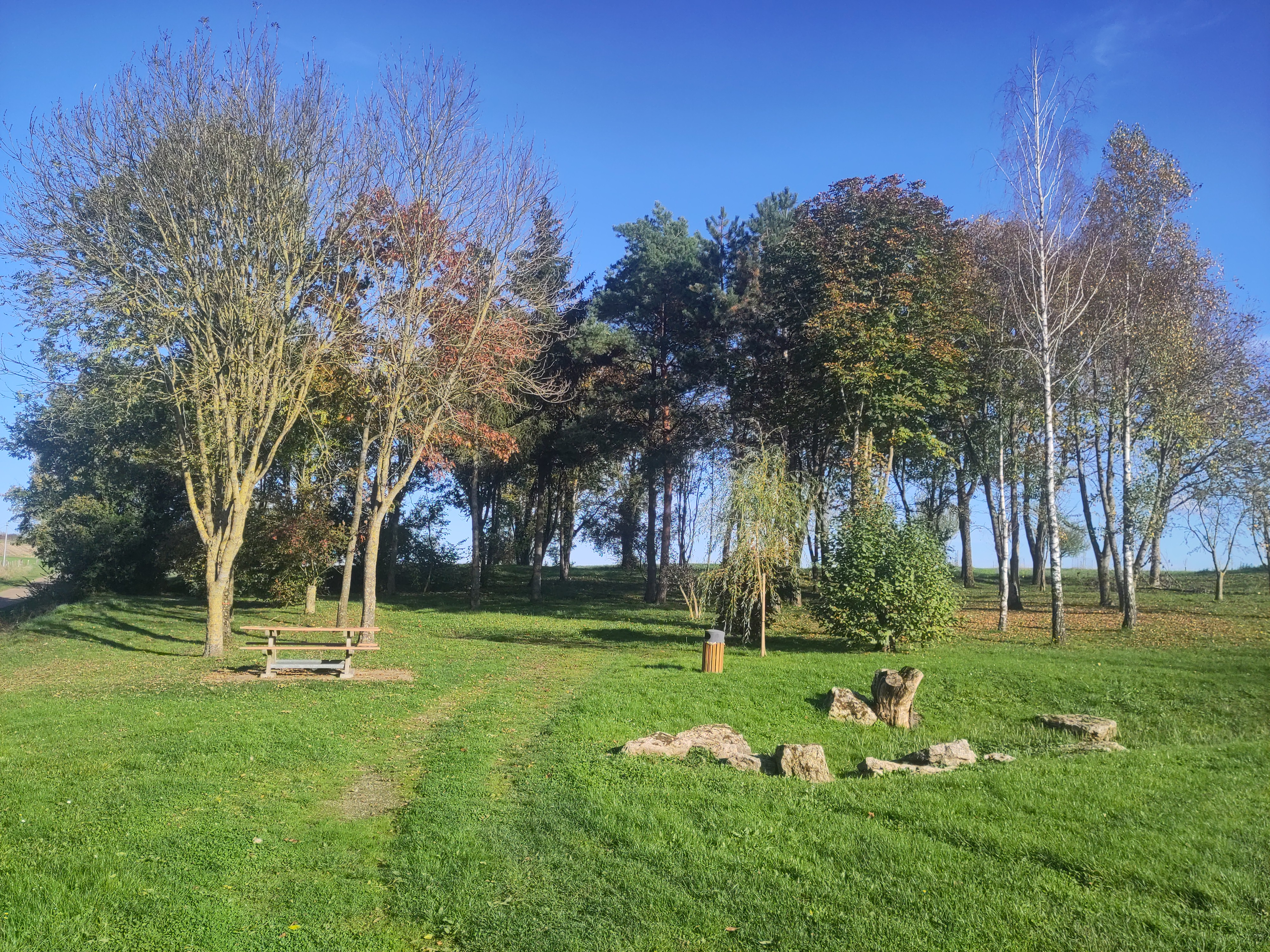
Aire arborée à la sortie Est du village

### Hydrographie
La commune est dans le bassin versant du Rhin au sein du bassin Rhin-Meuse. Elle est drainée par le ruisseau de la Praye et le ruisseau la Prele,.

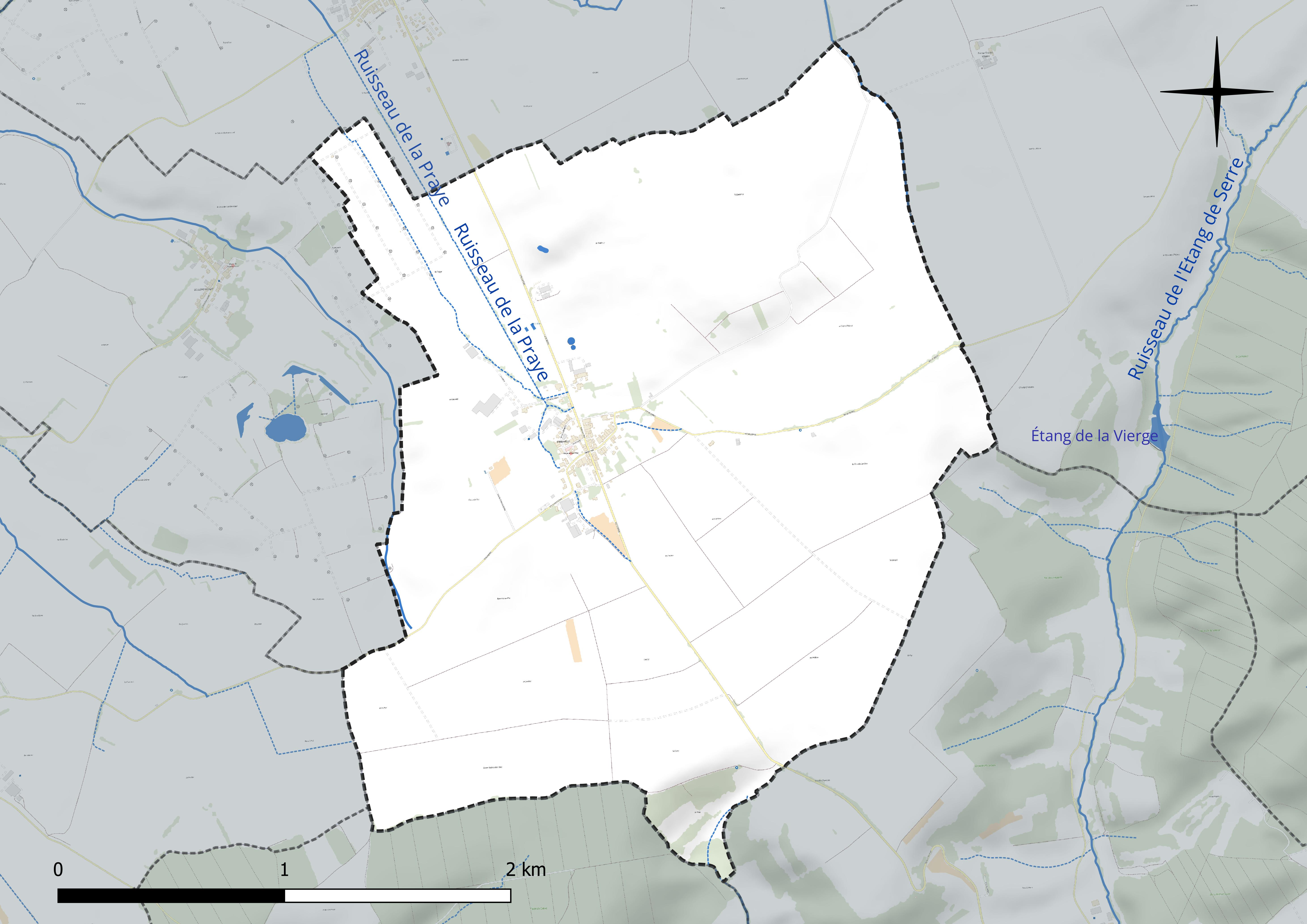
Réseau hydrographique de Drouville.

### Climat
Pour des articles plus généraux, voir Climat du Grand Est et Climat de Meurthe-et-Moselle.
En 2010, le climat de la commune est de type climat océanique dégradé des plaines du Centre et du Nord, selon une étude du Centre national de la recherche scientifique s'appuyant sur une série de données couvrant la période 1971-2000. En 2020, Météo-France publie une typologie des climats de la France métropolitaine dans laquelle la commune est exposée à un climat semi-continental et est dans la région climatique  Lorraine, plateau de Langres, Morvan, caractérisée par un hiver rude (1,5 °C), des vents modérés et des brouillards fréquents en automne et hiver. 
Pour la période 1971-2000, la température annuelle moyenne est de 9,7 °C, avec une amplitude thermique annuelle de 17 °C. Le cumul annuel moyen de précipitations est de 802 mm, avec 11,3 jours de précipitations en janvier et 9,4 jours en juillet. Pour la période 1991-2020, la température moyenne annuelle observée sur la station météorologique de Météo-France la plus proche, « Nancy-Essey », sur la commune de Tomblaine à 14 km à vol d'oiseau, est de 11,0 °C et le cumul annuel moyen de précipitations est de 746,3 mm. 
La température maximale relevée sur cette station est de 40,1 °C, atteinte le 24 juillet 2019 ; la température minimale est de −24,8 °C, atteinte le 21 février 1956,,. 
Les paramètres climatiques de la commune ont été estimés pour le milieu du siècle (2041-2070) selon différents scénarios d'émission de gaz à effet de serre à partir des nouvelles projections climatiques de référence DRIAS-2020. Ils sont consultables sur un site dédié publié par Météo-France en novembre 2022.

## Urbanisme

### Typologie
Au 1er janvier 2024, Drouville est catégorisée commune rurale à habitat dispersé, selon la nouvelle grille communale de densité à sept niveaux définie par l'Insee en 2022.
Elle est située hors unité urbaine. Par ailleurs la commune fait partie de l'aire d'attraction de Nancy, dont elle est une commune de la couronne,. Cette aire, qui regroupe 353 communes, est catégorisée dans les aires de 200 000 à moins de 700 000 habitants,.

### Occupation des sols
L'occupation des sols de la commune, telle qu'elle ressort de la base de données européenne d’occupation biophysique des sols Corine Land Cover (CLC), est marquée par l'importance des territoires agricoles (94,7 % en 2018), une proportion sensiblement équivalente à celle de 1990 (95 %). La répartition détaillée en 2018 est la suivante : terres arables (54,4 %), prairies (40,3 %), zones urbanisées (3,7 %), forêts (1,6 %). L'évolution de l’occupation des sols de la commune et de ses infrastructures peut être observée sur les différentes représentations cartographiques du territoire : la carte de Cassini (XVIIIe siècle), la carte d'état-major (1820-1866) et les cartes ou photos aériennes de l'IGN pour la période actuelle (1950 à aujourd'hui).

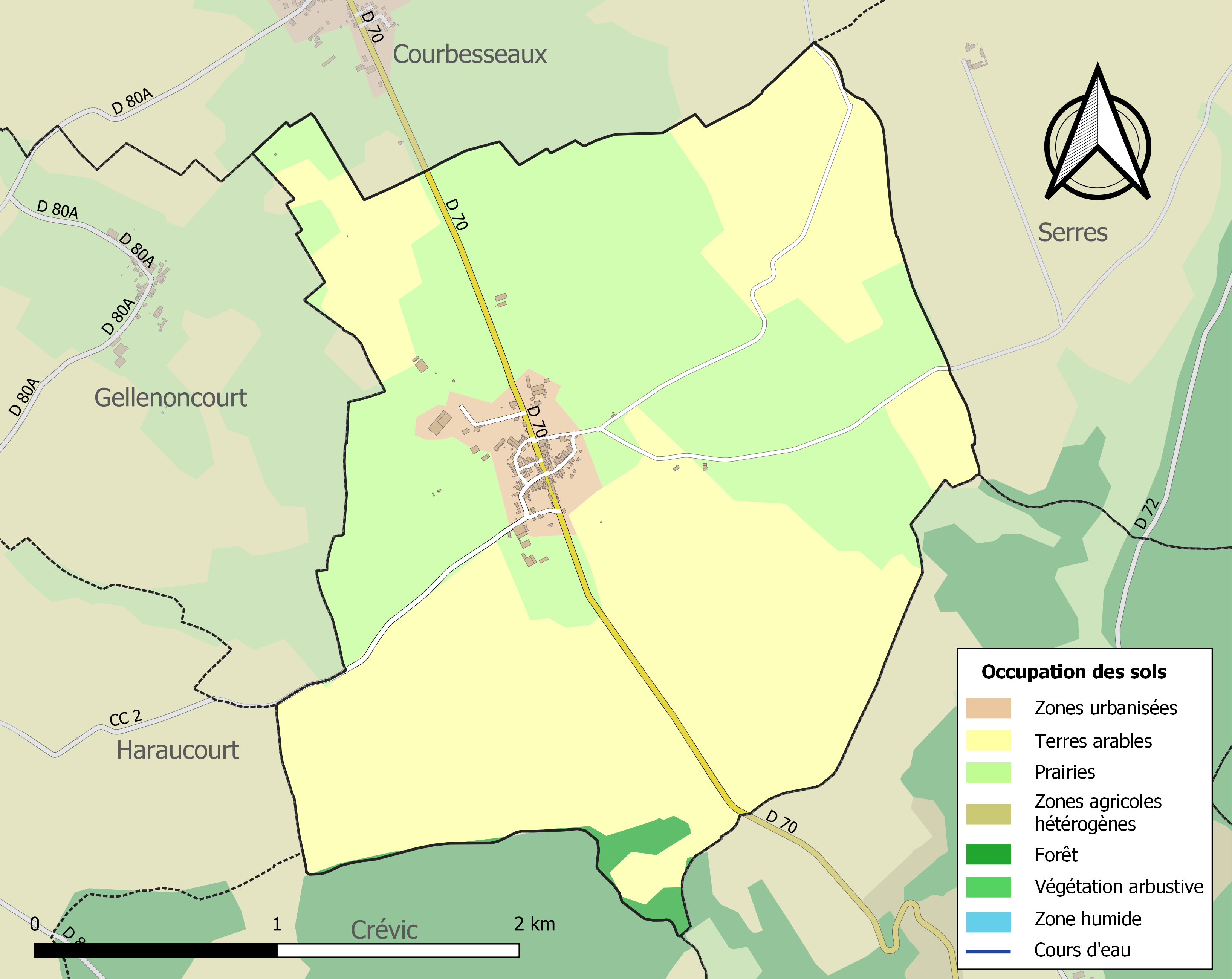
Carte des infrastructures et de l'occupation des sols de la commune en 2018 (CLC).

## Toponymie
Le nom de la localité est attesté sous les formes Drouvilla en 1135 ; Droville en 1420 ; Drowille en 1427.

## Histoire
Deux familles de la noblesse ayant été titulaires de l'ancienne baronnie de Drouville ont ajouté le nom du village à leur patronyme. Il s'agit des Gastinois et des Mahuet.
La première mention de Drouville connue à ce jour est un document de l'abbaye de Beaupré en 1135 citant Theodoricus de Drouvilla.
En 1309 et selon les archives de Beaupré, Pierre de Haraucourt donne 20 sous toulois de cens à l'abbaye de Beaupré sur les rentes et issues de Drouville.
En 1323 Gérard de Haraucourt fait ses reprises du duc Ferry pour un fief à Drouville. A cette période, Drouville fait partie du franc-alleu de la maison de Haraucourt.
En 1353, André de Bioncourt renonce à ses prétentions pour la retenue de trois hommes qu'il disait «posséder» en la ville et le ban de Drouville. L'enquête conclut à «l'appropriation» des personnes par le duc de Lorraine.
Le 17 juin 1506, Jacob et Philippe de Haraucourt donnent leur dénombrement à René II pour ce qu'ils possèdent à Drouville et dans d'autres villages.
Selon les comptes du domaine d'Einville, le droit de haute justice ainsi que les rentes en dépendant ont  été transférés par le duc Charles III au sieur Christophe de Gatinois en 1589.
En 1606, Antoine de Gâtinois construit le château de Drouville qui sera détruit par les bombardements de septembre 1914.
La chapelle castrale est construite par monsieur de Gatinois, seigneur du lieu, en 1625.
Drouville est érigé en baronnie vers 1630 au profit d'Antoine de Gastinois, bailli et gouverneur de Lunéville.
En 1647, Drouville ne comptait plus que sept ménages. Plusieurs notes des comptes du receveur d'Einville attestent des souffrances du village dues au passage des gens de guerre et de la peste au début du XVIIe siècle.
En 1699, Georges de Lamberty fait ses fois, hommages et serments au duc de Lorraine pour la seigneurie qu'il détient à Drouville, entre autres lieux. La baronnie de Drouville lui avait échu par héritage. Il la vendit ensuite à Jean-Baptiste, baron de Mahuet.
En 1712, il y a 47 habitants. Monsieur de Mahuet est seigneur du village.
À la veille de la Révolution, Drouville est toujours le chef-lieu d'une baronnie.
1792 an 1 de la République, Jean-Francois Perbal (Barball) originaire du Voralberg est le premier citoyen de la commune élu au suffrage universel. Il est mis fin à une pratique séculaire, l'État s'est affranchi des registres paroissiaux. Le régent d'école est dorénavant officier public. Il étrenne le décret du 20 septembre en dressant le premier acte d'état civil en la maison commune le 26 janvier 1793. Il s'agit de la naissance d'une petite fille, Barbe Contal, née la veille à 8 heures du soir et qui a pour père Marin, un cultivateur.
Vers 1797, on a découvert des cercueils creusés d'une seule pièce dans des troncs de chêne. La période d'origine est incertaine. D'autres découvertes du même type ont été faites en 1820 et 1850. Il existait aussi des fondations assez étendues faisant penser à un temple gaulois,.
Le château est vendu une première fois en 1826. De 1875 à 1885, il héberge une communauté de bénédictins.
En 1913, le territoire communal est en cours de remembrement. Le géomètre est monsieur Batisse.
En août et septembre 1914 : le village est occupé deux fois par l'armée allemande qui s'en sert comme point d'appui pour les combats très meurtriers du bois de Crévic. Le village est pillé. L'envahisseur a brûlé volontairement 35 maisons, dont le presbytère. Des soldats allemands ont commis un viol en réunion avec l'accord tacite de leur officier. Le château est détruit par les bombardements de septembre 1914. Un portail est racheté par le maréchal Hubert Lyautey et réemployé dans son château de Thorey-Lyautey.
Au début de la guerre 1914-1918, Le calvaire monumental situé à côté du cimetière de Drouville est scié à la base. La presse locale, et surtout la presse catholique, crie au sacrilège commis par les Allemands. Il semble, mais ce n'est pas formellement démontré, que ce soit l'armée française qui ait abattu la croix parce qu'elle aurait pu servir de point de repère à l'artillerie allemande.
En 1928, la ville de Varangéville réhabilite un forage salin au lieu-dit la Praye, territoire de Drouville. Ce puits exploite la nappe phréatique du gré rhétien à environ 60 mètres de profondeur. Une conduite en fonte est réalisée pour amener l'eau pompée jusqu'au réservoir de Varangéville. L'équipement sera exploité jusqu'en 1976. À cette date, il est cédé aux communes de Drouville et d'Haraucourt qui l'exploiteront à leur tour jusqu'en 2009. À cette date, la nappe est polluée par une arrivée massive de saumure. L'enquête technique conclura à la responsabilité directe de l'exploitant de la concession saline. Curieusement, aucune suite judiciaire ne sera diligentée.

### Le haut-conduit de Drouville

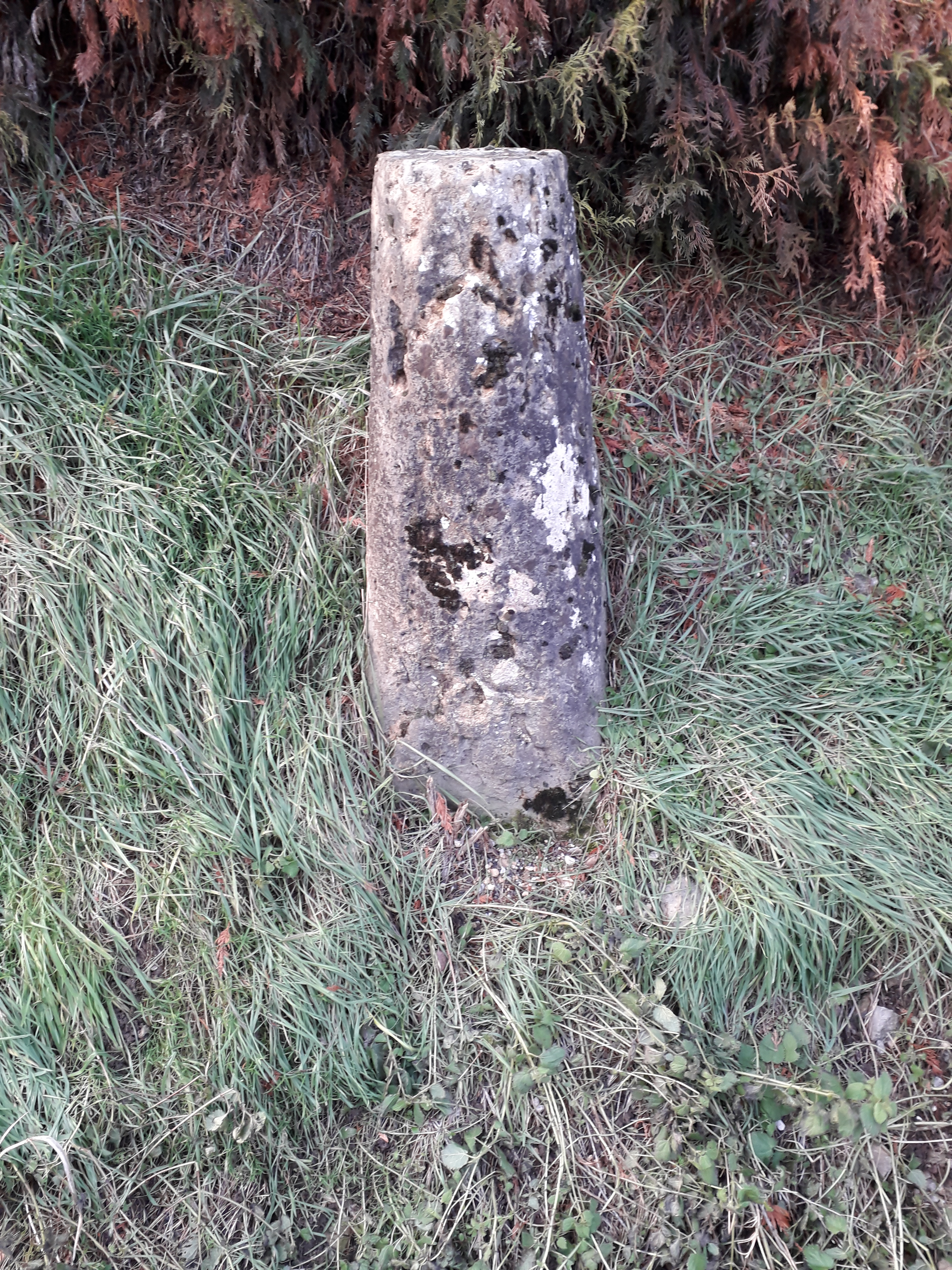
Borne d'octroi du haut-conduit, à l'entrée de Drouville, côté Haraucourt.

Sous l'ancien régime, un «haut conduit» était un droit lorrain, un péage perçu sur les marchandises en transit, d'une division fiscale à une autre ou passant l'une des frontières du duché. Plusieurs cahiers de doléances de communes appartenant à l'ancienne principauté épiscopale de Metz demandent la suppression de ces péages ; preuves que ce régime n'était pas appliqué uniquement dans le duché.
Ces districts fiscaux s'appelaient également des hauts conduits. Ces divisions concernaient le péage sur les hauts chemins (chemins importants), les ponts, le flottage et parfois les bacs. Officiellement, ils étaient destinés à financer la construction et l'entretien de ces équipements. Le journal officiel du 2 janvier 1882 le définit ainsi :
sorte de péage propre à la Lorraine divisée à ce sujet en 5 cantons ou districts qui ne pouvaient avoir de relations entre eux qu'en payant le droit de haut-conduit.
Ce droit de péage était l'un des six prélèvements composant la Foraine qui comprenait aussi : l'entrée-foraine, l'issue-foraine, le droit de traverse, l'impôt sur les toiles et le droit d'acquit-à-caution. A cela s'ajoutait les ponctions fiscales sur le transport à la sortie du haut conduit de Nancy. On l'appelaient le droit de crône. C'était l'endroit où se situait le péage qui s'appelait aussi le crône. La rue du Crône à Nancy tire son nom de cet ancien droit.
L'encyclopédie méthodique les décrit avec plus de détails mais comprend aussi des imprécisions en ne citant que les cinq derniers districts et en omettant les taxes conjointes.
On trouve dans les archives de la chambre des comptes du duché de Lorraine pour l'année 1617 une mention de confiscation de chars et de chevaux ayant passé au haut-conduit de Drouville sans acquitter les droits.
Une ordonnance du 14 mars 1426 créé des droits de haut-conduit qui frappent les bêtes exportées du duché de Lorraine.
En 1589, le district fiscal nommé « haut conduit de Drouville » s'étend de Serres à Varangéville. Il s'élargit au Sud avec Dombasle, Sommerviller, Crévic et Maixe ; et au Nord en partant de Varangéville, il tire tout droit  jusqu'au signe patibulaire d'Essey, (la potence de justice). Il intégrait également Agincourt, Moulins, la Grande Bouxières, Brin, Bioncourt et Manhoué.
En 1626 et afin que nul ne l'ignore, les droits de haut-conduit sont matérialisés sur les voies de circulation par des pancartes voyantes et fixées à des poteaux. Treize panneaux sont prévus pour Drouville. Le sergent du domaine (d'Einville), Humbert Epnon, reçoit alors mission de se rendre dans chaque village pour avertir la population des lieux d'implantation des poteaux, notamment pour le haut-conduit de Drouville.
Plusieurs raisons font penser que le péage de ce district se situait à Drouville : Henri Lepage relève que «pendant la guerre de Trente Ans à Drouville, les fermiers du haut conduit ont été tués par des soldats» ; selon la tradition orale, la grande pierre cylindrique située à l'entrée du village côté Haraucourt est la marque d'un ancien octroi ; sur le plan du cadastre napoléonien, un lieu-dit à proximité de cette entrée s'appelle le haut de la garde.
L'article 53 du traité de Paris du 21 janvier 1718 qui concerne la liberté de commerce et de communication réciproque entre la Lorraine et la généralité de Metz mentionne encore le haut conduit de Drouville mais les communautés qui le composait sont désormais réparties dans les districts voisins de Salin-l'Étape et de Nancy. Le traité mentionné ci-dessus rappelle qu'il existe un accord entre le roi de France et le duc de Lorraine pour la libre circulation des marchandises entre les deux États. Dans ces conditions, le Haut-conduit de Drouville n'ayant de frontières qu'avec  la mairie de Réméréville dépendant de la généralité de Metz, il n'a donc plus lieu d'être à cette date. En fait, rien ne dit que ce district fiscal ait repris son activité après la guerre de Trente Ans qui avait tué ses fermiers.
Cependant, le traité sus-mentionnée ne semble que partiellement appliqué puisque les communautés composant la mairie de Réméréville (Réméréville, Buissoncourt, Erbéviller-sur-Amezule et Velaine-sous-Amance) réclament la suppression de la foraine dans leurs cahiers de doléances de 1789. L'ensemble des droits et taxes de ce genre sont supprimés par les décrets des 30 et 31 octobre 1790.

#### Poste de douane
En 1872, à la suite de la guerre de 1870, le traité de Francfort a ramené la frontière allemande à environ 15 km au Nord-Est de Drouville. Le dispositif douanier s'étendait en arrière de la frontière sur l'étendue du rayon des douanes soit environ 20 km. C'est très probablement à ce titre qu'un nombre important de douaniers sont recensés comme habitants de  Drouville entre 1872 et 1881. La monographie de Crévic indique que le poste de douane de Drouville est transféré à Crévic en 1882.

### La concession minière de Drouville

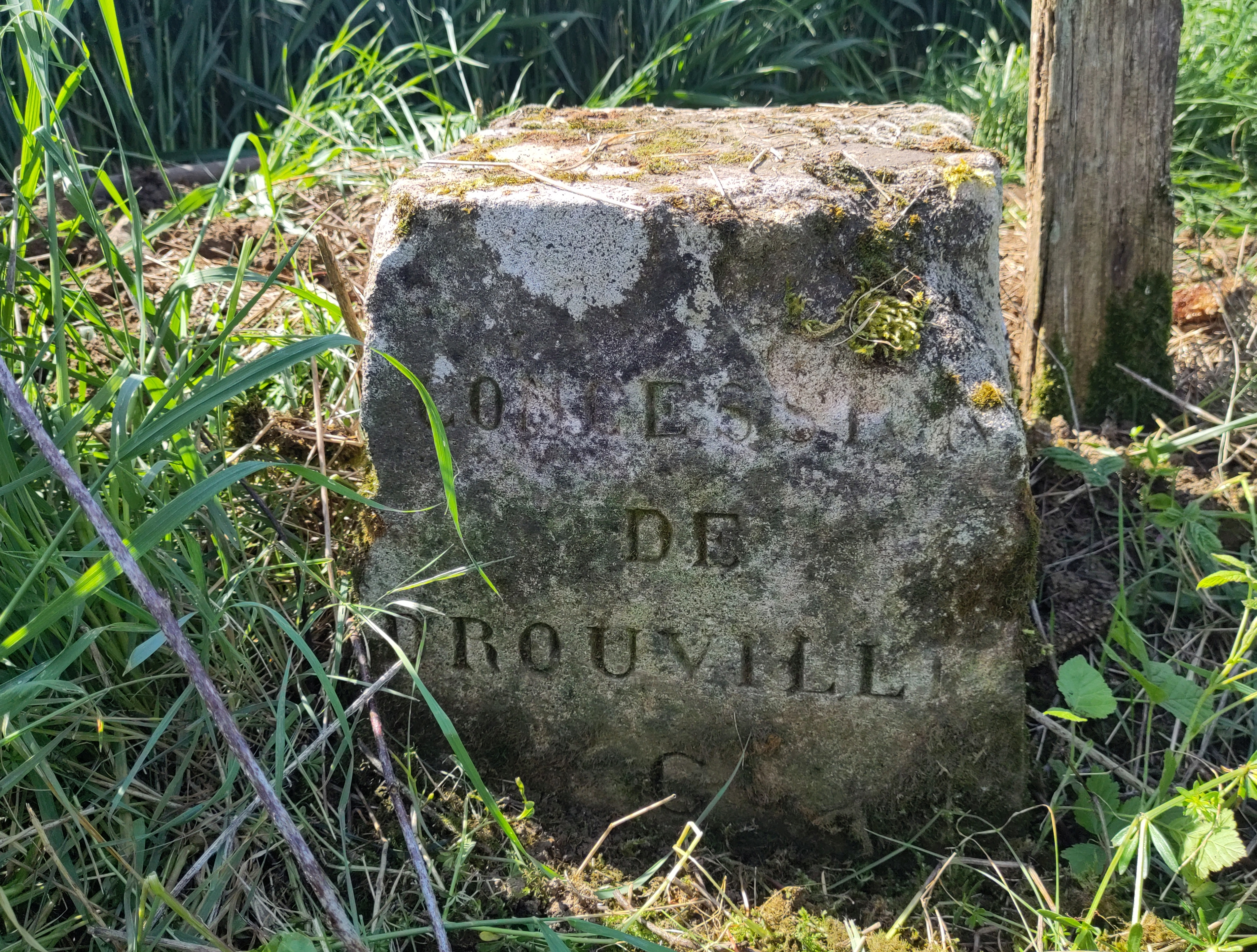
Borne de concession minière à l'angle sud-est du territoire de Gellenoncourt, face intérieure

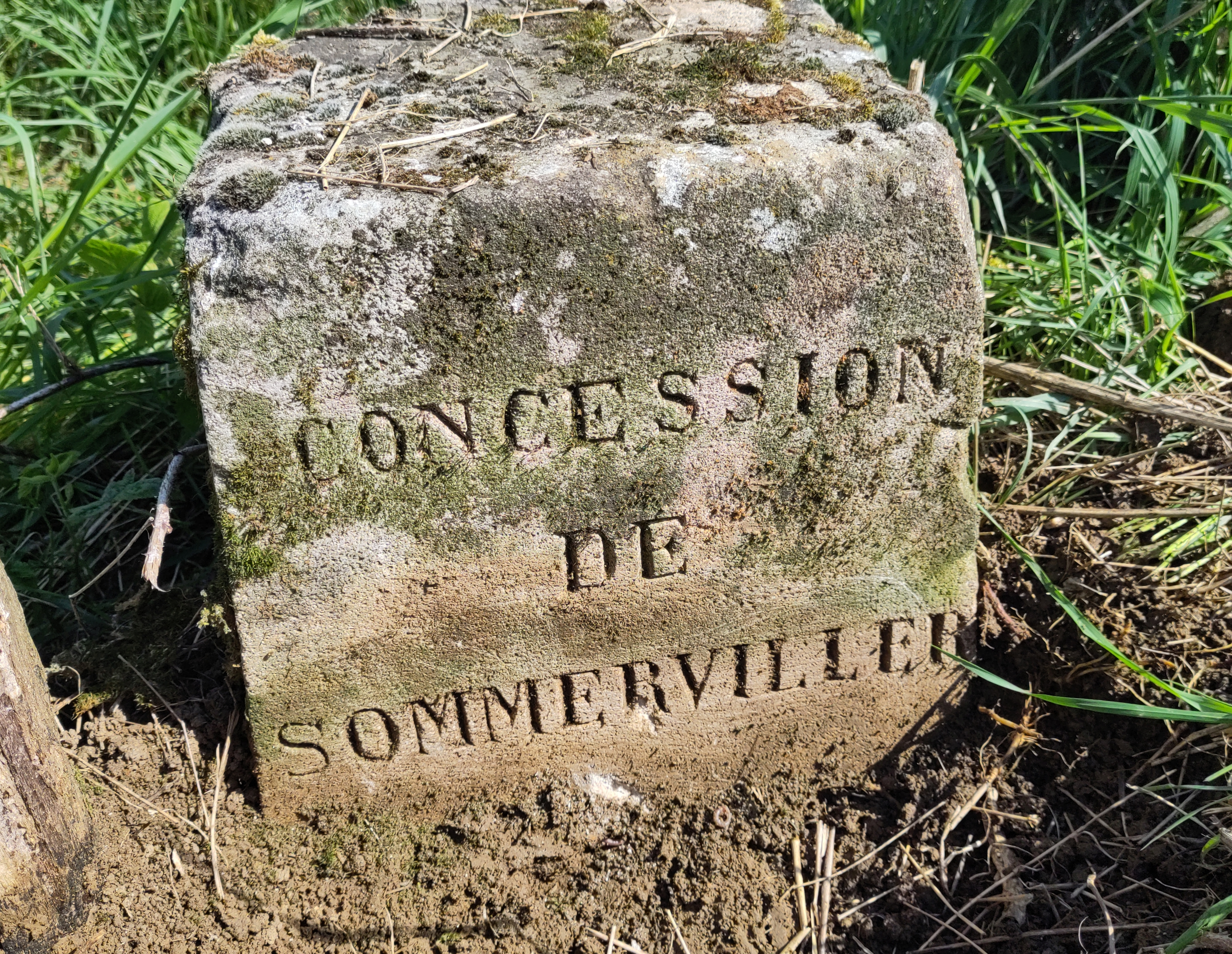
Borne de concession minière à l'angle sud-est du territoire de Gellenoncourt, face extérieure

Le 24 avril 1894, parait un décret instituant la concession minière de sel et d'eau salée de Drouville. En 1930, elle n'est pas encore exploitée. Par décret du 29 juin 1982, la Compagnie des Salins du Midi et des Salines de l'Est acquiert la concession minière de Drouville.
Par décret du 13 décembre 2019, la concession est renouvelée jusqu'au 31 décembre 2043.

## Politique et administration
| Période                                  | Période                        | Identité                   | Étiquette | Qualité                                                                                |
| ---------------------------------------- | ------------------------------ | -------------------------- | --------- | -------------------------------------------------------------------------------------- |
| Les données manquantes sont à compléter. |                                |                            |           |                                                                                        |
|                                          | avant 1353                     | Thiriat                    |           |                                                                                        |
| 1792 (an 1)                              |                                | Jean-François Perbal       |           | 1er élu de la République                                                               |
| 1852                                     |                                | Joseph Vuillemin           |           | nommé par le préfet ; loi du 7 juillet 1852 et décret du prince-président du même jour |
| avant 1872                               | après 1872                     | Simonin                    |           |                                                                                        |
| avant 1882                               | après 1882                     | Dupré                      |           |                                                                                        |
| avant 1886                               | avant 1891                     | Franc                      |           |                                                                                        |
| avant 1891                               | après 1906                     | Burtin                     |           |                                                                                        |
| après 1906                               | après 1911                     | Roitel                     |           |                                                                                        |
| avant 1921                               | après 1921                     | Alfred Franc               |           |                                                                                        |
| avant 1926                               | après 1931                     | Charles Populus            |           |                                                                                        |
| avant 1936                               | après 1938                     | Charles Roitel             |           |                                                                                        |
|                                          |                                | Jean-Yves Zammit           |           |                                                                                        |
|                                          |                                |                            |           |                                                                                        |
| 1995                                     | 2008                           | Claude Bainville-Thouvenin | PS        |                                                                                        |
| mars 2008                                | réélu pour le mandat 2020-2026 | Didier Bourdon             |           |                                                                                        |

## Population et société

### Démographie
L'évolution du nombre d'habitants est connue à travers les recensements de la population effectués dans la commune depuis 1793. Pour les communes de moins de 10 000 habitants, une enquête de recensement portant sur toute la population est réalisée tous les cinq ans, les populations de référence des années intermédiaires étant quant à elles estimées par interpolation ou extrapolation. Pour la commune, le premier recensement exhaustif entrant dans le cadre du nouveau dispositif a été réalisé en 2008.

En 2022, la commune comptait 207 habitants, en évolution de +1,47 % par rapport à 2016 (Meurthe-et-Moselle : −0,13 %, France hors Mayotte : +2,11 %).
| 1793 | 1800 | 1806 | 1821 | 1831 | 1836 | 1841 | 1846 | 1851 |
| ---- | ---- | ---- | ---- | ---- | ---- | ---- | ---- | ---- |
| 294  | 342  | 318  | 338  | 349  | 416  | 421  | 420  | 447  |

| 1856 | 1861 | 1872 | 1876 | 1881 | 1886 | 1891 | 1896 | 1901 |
| ---- | ---- | ---- | ---- | ---- | ---- | ---- | ---- | ---- |
| 372  | 407  | 443  | 470  | 421  | 386  | 348  | 334  | 318  |

| 1906 | 1911 | 1921 | 1926 | 1931 | 1936 | 1946 | 1954 | 1962 |
| ---- | ---- | ---- | ---- | ---- | ---- | ---- | ---- | ---- |
| 325  | 310  | 220  | 209  | 203  | 207  | 197  | 184  | 164  |

| 1968 | 1975 | 1982 | 1990 | 1999 | 2006 | 2008 | 2013 | 2018 |
| ---- | ---- | ---- | ---- | ---- | ---- | ---- | ---- | ---- |
| 161  | 163  | 158  | 161  | 155  | 163  | 165  | 195  | 207  |

| 2022 | - | - | - | - | - | - | - | - |
| ---- | - | - | - | - | - | - | - | - |
| 207  | - | - | - | - | - | - | - | - |

## Culture locale et patrimoine

### Lieux et monuments
- Église Saint-Martin : tour romane, nef XVIIIe siècle.
- Monument aux morts.
- Mémorial 156 RI, 1914

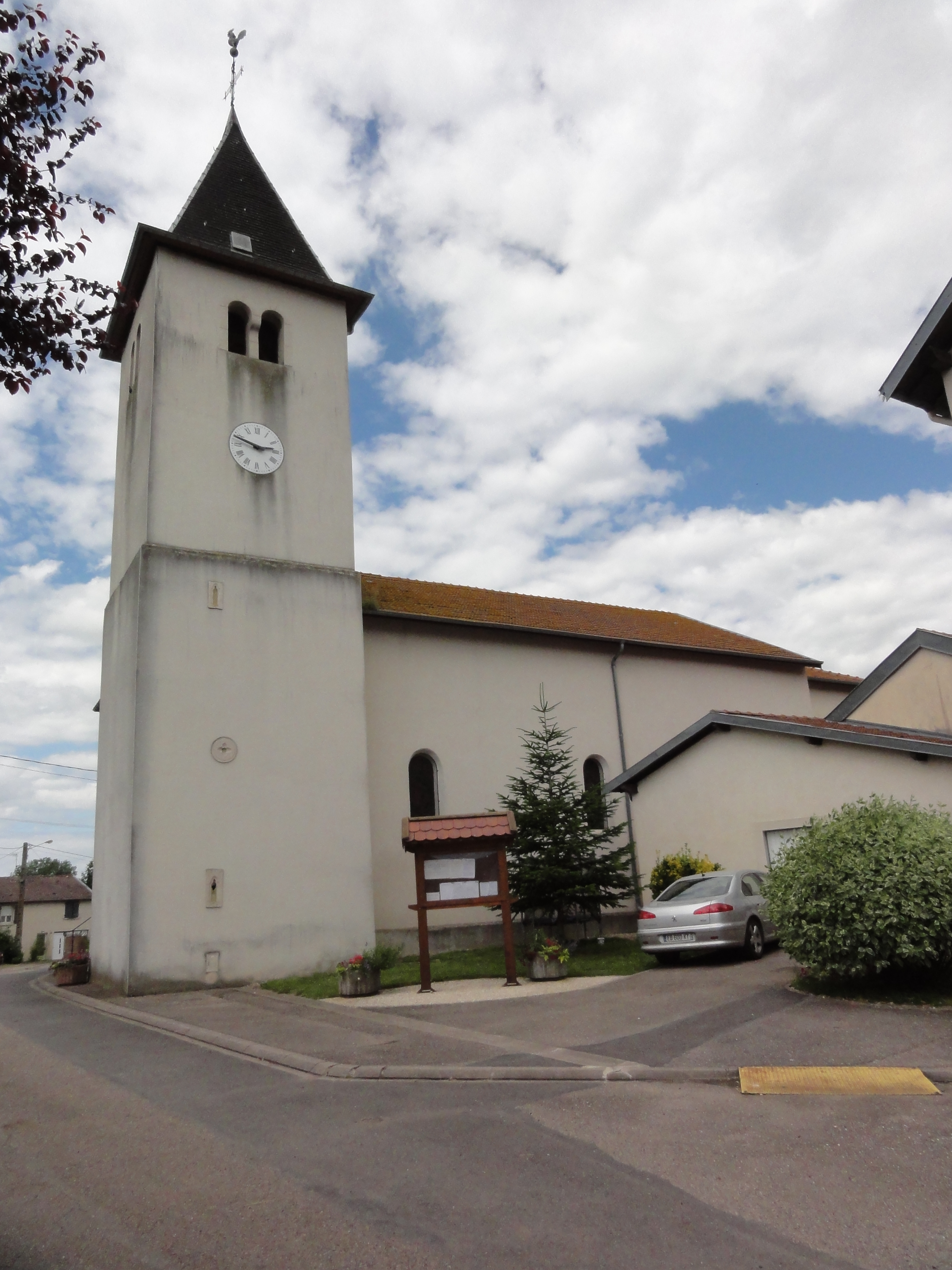
Église Saint-Martin.
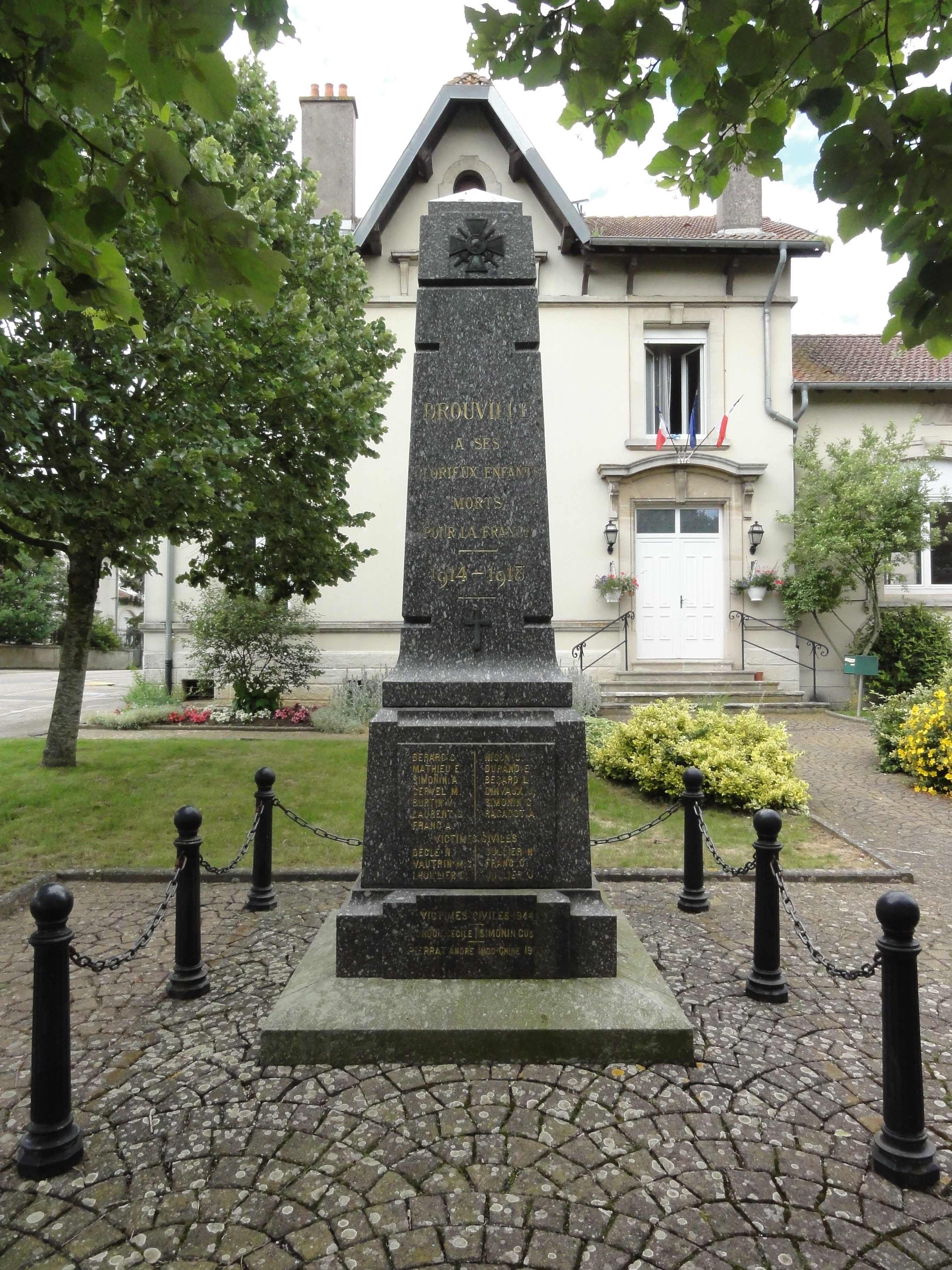
Monument aux morts.
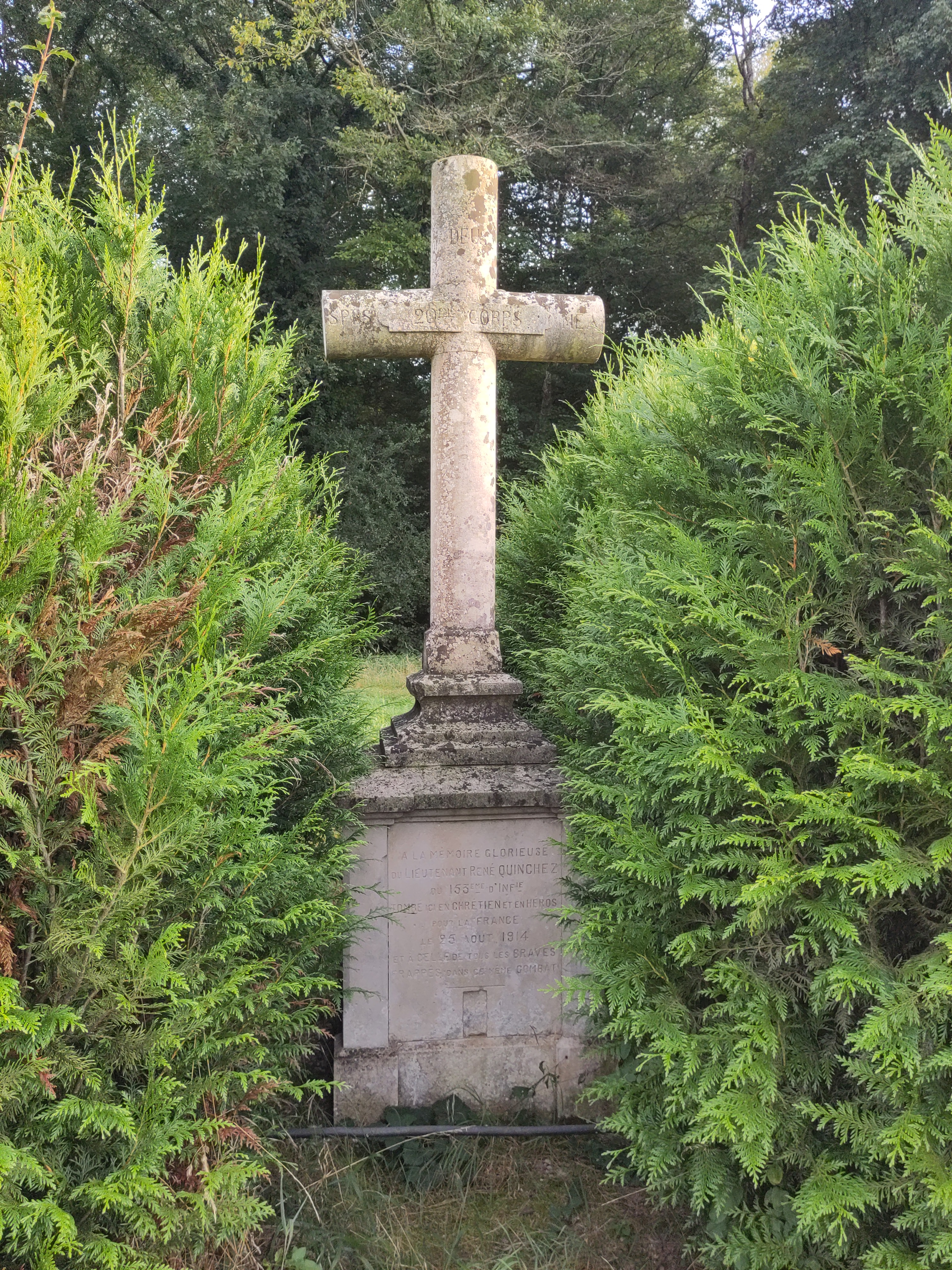
Monument commémoratif du lieutenant Quinchez tué le 25 août 1914 dans les combats du bois de Crévic

### Personnalités liées à la commune
- Joseph Simonin né à Drouville le 10 août 1798 et décédé le 31 décembre 1859, neveu de l'abbé Michel originaire d'Haraucourt. Joseph Simonin fut curé de la paroisse de Boudonville (les Trois-maisons à Nancy) de 1831 à 1858, également administrateur de la cathédrale de Nancy en 1857. Il est le fondateur de l'église Saint-Vincent-Saint-Fiacre de Nancy qu'il finança pour un tiers. Son neveu Marin Simonin lui succéda à la paroisse des Trois-Maisons[51],[52].

### Héraldique
| Blason de Drouville | Blason  | D’azur au phénix d’or sur son immortalité de gueules, accompagné en chef de trois besants d’or rangés en chef.                                                                                               |
| Blason de Drouville | Détails | Il s'agit du blason de la famille Gastinois de Drouville sur lequel les étoiles de l'armorial originel sont remplacés par les besants de la famille Mahuet. Le statut officiel du blason reste à déterminer. |

### Folklore
les habitants étaient surnommés en patois les tieu-tieu et les égoôles. Tieu ou tiou ou tieu-tieu est l'interjection patoise pour appeler les cochons ce qui n'est pas très sympathique à l'égard des habitants de Drouville mais le but de ces sobriquets étaient justement d'ensotter (rendre sot) comme on disait en Lorraine.
Égoôle signifie égaux et provient d'une tradition drouvilloise : le jour de la fête patronale, le maître de maison alignait les verres d'apéritif et se faisait un devoir de les remplir de manière rigoureusement égale, d'où le sobriquet.